# مدرسة ستيفن بادين الثانوية

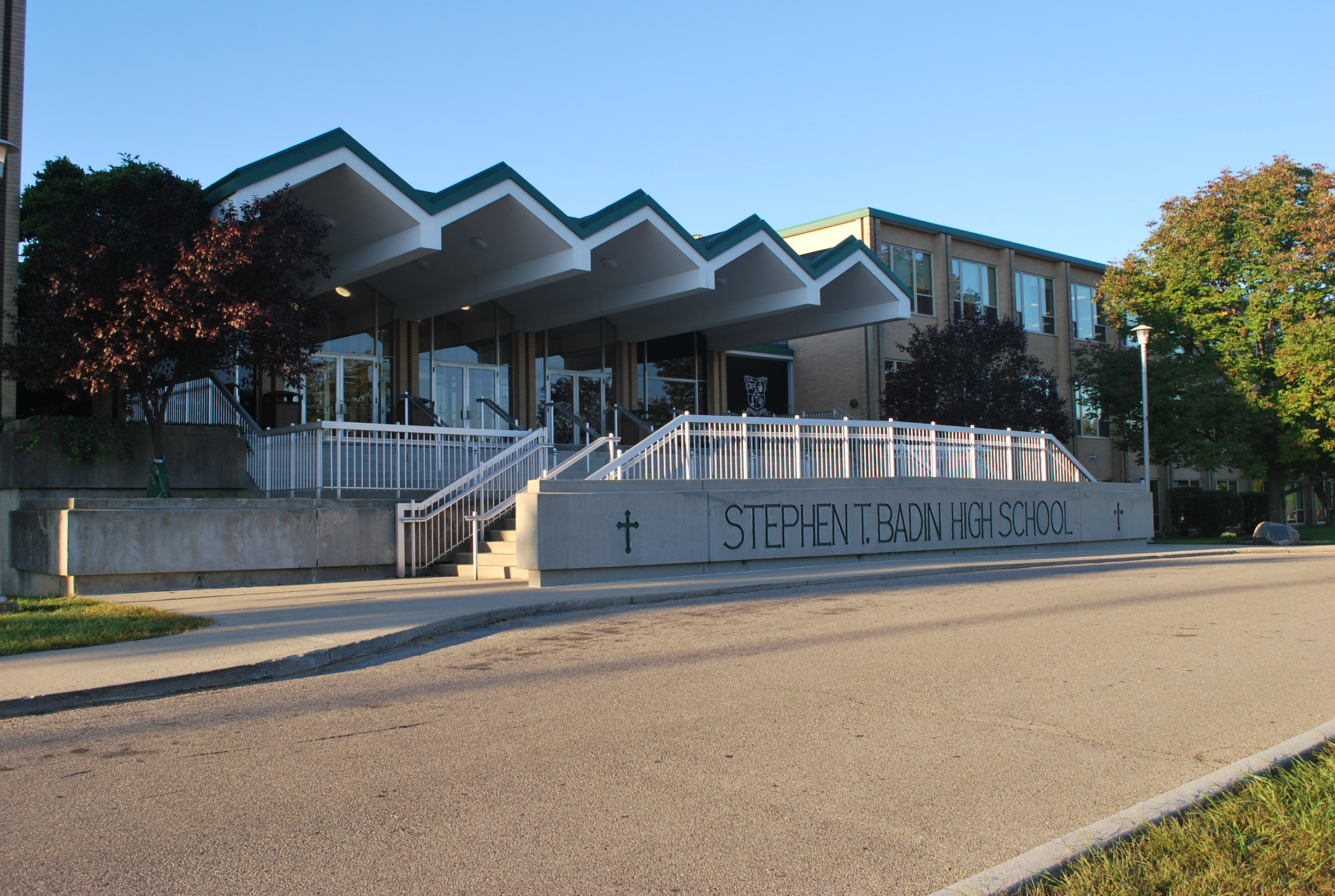
مدرسة ستيفن تى بادين الثانوية، تأسست عام 1966.

مدرسة ستيفن بادين الثانوية (بالإنجليزية: Stephen T. Badin High School)‏، (المعروفة باسم مدرسة بادين الثانوية) هي مدرسة ثانوية كاثوليكية تابعة لنظام مدارس أبرشية سينسيناتي، وتدرس الصفوف من التاسع إلى الثاني عشر في هاميلتون، أوهايو، الولايات المتحدة. إنها مدرسة ثانوية شاملة تقبل الطلاب من جميع مستويات القدرة. يتم تقديم المناهج على أربعة مستويات متميزة.

## خريجون متميزون
- جيم هولشتاين، بطل الدوري الاميركي للمحترفين السابق، مدرب كرة السلة بالكلية
- كينت تيكولف، لاعب وكشاف الدوري الرئيسي
- جيم تريسي، لاعب ومدير الدوري الرئيسي
- كيفن ماكجف مدرب كرة السلة للفتيات، جامعة ولاية أوهايو